# Нериц
Нериц (нем. Neritz) — община в Германии, в земле Шлезвиг-Гольштейн. 
Входит в состав района Штормарн. Подчиняется управлению Бад Ольдеслё-Ланд.  Население составляет 306 человек (на 31 декабря 2010 года). Занимает площадь 4,66 км².